# Park Towers (Hong Kong)
Park Towers est un ensemble de gratte-ciel résidentiels situé à Hong Kong en Chine construit en 1989.
L'ensemble est composé de la  ;
- Park Towers 1 haute de 157 mètres comprenant 51 étages
- Park Towers 2 haute de 129 mètres comprenant 40 étages

Les immeubles ont été conçus par l'agence de Hong Kong, DLN Architects.